# Ла-Мюэт (станция метро)
«Ла-Мюэт» (фр. La Muette) — станция 9 линии парижского метрополитена Открыта 8 ноября 1922, расположена в XVI округе.

## История
Станция была открыта вместе с перегоном «Трокадеро» — «Экзельманс». Названа в честь близлежащей улицы Шоссе де Ля Мюэт. Имеет переход на станцию RER «Boulainvilliers».
Пассажиропоток по станции по входу в 2011 году, по данным RATP, составил 4 112 862 человека. В 2013 году этот показатель вырос до 4 206 204 пассажиров (114 место по уровню входного пассажиропотока в Парижском метро).

## Достопримечательности
- Булонский лес
- Организация экономического сотрудничества и развития
- Музей Мармоттан-Моне

## Пересадка на наземный транспорт
- RER
- Автобусы 22, 32, 52
- Noctilien N53